# Stephen Quinn
Stephen Quinn (Dublin, 1986. április 1.) ír válogatott labdarúgó, aki jelenleg a Burton Albion játékosa.

## Sikerei, díjai
- Sheffield United
  - Az Év játékosa: 2011